# Ali Rehema
Ali Hussein Rehema Al-Muttairi (en árabe: علي حسين رحيمة المطيري‎; nacido en Irak, 15 de abril de 1985) es un exfutbolista internacional iraquí que jugaba de defensa.

## Biografía
Ali Rehema, que actúa de defensa o de centrocampista realizando labores defensivas, empezó su carrera profesional en 2002 en el Al-Talaba. Con este equipo conquista la Copa de Irak en 2003.
En 2004 ficha por el Al Quwa Al Jawiya, club con el que gana una Liga en su primera temporada.
En 2006 se une al Arbil FC y vuelve a ganar la Liga.
Al año siguiente emigra a Libia para fichar por el Al-Ahly Sporting Club Trípoli.
En 2008 firma un contrato con su actual club, el Al-Wakrah SC catarí.

## Selección nacional
Ha sido internacional con la Selección de fútbol de Irak en 43 ocasiones. Su debut con la camiseta nacional se produjo en 2005.
Ganó con su selección la Copa Asiática 2007, torneo en el que disputó seis encuentros.

## Clubes
| Club                          | País  | Año       |
| ----------------------------- | ----- | --------- |
| Al-Talaba                     | Irak  | 2002-2004 |
| Al Quwa Al Jawiya             | Irak  | 2004-2006 |
| Arbil FC                      | Irak  | 2006-2007 |
| Al-Ahly Sporting Club Trípoli | Libia | 2007-2008 |
| Al-Wakrah SC                  | Catar | 2008-2017 |
| Al-Zawraa                     | Irak  | 2017-2018 |

## Títulos
- 1 Copa de Irak (Al-Talaba, 2003)
- 2 Ligas de Irak (Al Quwa Al Jawiya, 2005; Arbil FC, 2007)
- 1 Copa Asiática (Selección iraquí, 2007)